# Nagykorpád
Nagykorpád je obec v Maďarsku v župě Somogy.